# Anerastia ablepta
Anerastia ablepta är en fjärilsart som beskrevs av Turner 1913. Anerastia ablepta ingår i släktet Anerastia och familjen mott. Inga underarter finns listade i Catalogue of Life.